# Sümegi Mihály
Sümegi Mihály (Báta, 1942. július 5. – 2023. szeptember 8.) magyar kutatóvegyész, nanotechnológus.

## Életútja
Gyermekkorát szülőfalujában, Bátán töltötte. Győrben a Bencés Gimnáziumban érettségizett, majd két évig nyomdászként dolgozott, mielőtt egyetemre jelentkezhetett. 1963-ban Szegedre, a József Attila Tudományegyetem Természettudományi Karára nyert felvételt, ahol 1968-ban kutató vegyészként diplomázott. Mint az évfolyam egyik legtehetségesebb hallgatóját Szántó Ferenc professzor 1968–69-ben a JATE TTK Kolloidkémiai Tanszékére maga mellé vette. Ekkor kezdte el megalapozni kutatói pályáját, aminek eredményeként született meg egyetemi doktori munkája. 1969 és 1986 között nagyon gyors karriert futott be a Dunaújvárosi Papírgyárban: először kutatóvegyész, azután minőség-ellenőrzési vezető, majd  a termelésirányítás vezetője volt. Nem tudott ellenállni a kihívásoknak, a szűk szakmán túl komoly társadalmi munkát végzett, de volt energiája, hogy megszervezze a gyáron belül a papíripari gépek fejlődését bemutató múzeumot. 1983-ban, amikor megnyílt a lehetőség a vállalkozások megindítására, megszervezte és vezette a COOPATENT PJT-t, ami elsősorban a tagok szellemi tulajdonainak a hasznosítását tűzte ki célul, de folyamatosan kereste a legkülönbözőbb területekről a szakmai kihívásokat. 
Több civil szervezetet alapított és vezetett. Mindig ráérzett arra, hogy milyen problémák foglalkoztatják az embereket. Az egyik legjelentősebb a Magyar Iparjogvédelmi Egyesület keretein belül a nyolcvanas években (amikor a magyarországi innováció  a csúcson volt) megszervezte és vezette a Feltalálók és Újítók Körét, amelynek legismertebb arca a Rubik-kocka feltalálója, Rubik Ernő volt. 
Korát megelőzve felismerte a környezetvédelem jelentőségét. Otthagyta a papíriparon belüli nyugdíjas állását és az akkor szerveződő Országos Környezet- és Természetvédelmi Hivatal (OKTH)-ba igazolt 1986-ban, majd 1990-ig annak jogutódjánál, a Környezetvédelmi és Vízgazdálkodási Minisztériumnál a hulladékgazdálkodás egyik irányítója volt osztályvezető-helyettesként. 1992-ben 46 másik vállalkozással együtt, mint a Pannon-Páholy Kft. alapítója és ügyvezetője megalapítja a Környezetvédelmi Szolgáltató Iparág Országos Szakmai Szövetségét, amelyet 1995-ig elnökként vezetett. A szövetség erős szakmai lobbija elérte, hogy 1995-ben megszületett a törvény a környezet védelméről, amely deklarálta a környezetvédelem, és ezzel együtt az ezt szolgáló iparág fontosságát. A Szövetség ma Környezetvédelmi Szolgáltatók és Gyártók Szövetsége néven az iparág legerősebb szakmai képviselete, 265 társult tagjának összesen több, mint ötvenezer  alkalmazottja van és a tagok az összesített közel 2000 milliárd árbevételével egy komoly lobbierőt képviselnek.
A szövetségi munkától visszavonulva figyelme elsősorban a gyógynövények, a biodiverzitás fele fordult, folyamatosan gyűjtve a hagyományos tudást, kutatva annak hátterét és a legkorszerűbb technikákkal kombinálva növelve a hatékonyságot és a reprodukálhatóságot. Elért eredményeit ebben az időszakban elsősorban tudományos és elméleti ismeretterjesztő előadások tartásával ismertette (például http://www.omme.hu/elmeleti-ismeretterjesztes-eloadasai-a-20162017-es-evre/). A több mint száz előadás kapcsán az elért eredmények hazánkon túl a környező országokban, sőt Kazahsztánban és Vietnamban is ismertekké váltak. Jelenleg a kapcsolódó szellemi tulajdonok egy részének hasznosítását  az EKO-PHARMA Kft https://www.eko-pharma.hu végzi, amelynek haláláig szakmai vezetője is volt.

## Díjai
- Kiváló Feltaláló (1983, 1986)

## Néhány fontosabb műve
- Sümegi Mihály, Hernádi Sándor: A papíripar kolloidikai vonatkozásai, MTA 1976
- Szalmacellulózgyártás (1978, társszerző)
- Kolloidika , jegyzet, Könnyűipari Műszaki Főiskola, Budapest (1979)
- Papíripari kémia 5. Kolloidika; Könnyűipari Műszaki Főiskola, Papíripari Tanszék, Budapest, 1981
- A Szellemi Tulajdon Nemzeti Hivatala által regisztrált 42 mű feltalálója, alkotója, szerzője